# Aldeias Altas
Aldeias Altas is een gemeente in de Braziliaanse deelstaat Maranhão. De gemeente telt 22.667 inwoners (schatting 2009).